# U-2323
U-2323 je bila nemška podmornica razreda XXIII.
Podmornica je bila zgrajena v Hamburgu spomladi 1944, v uporabo pa je bila predana 18. julija, njen poveljnik pa je postal Kptlt. Walter Angermann. Naloga podmornice naj bi bila varovanje obalnih voda Nemčije, ki so bile zadnji dve leti vojne ena najbolj ranljivih točk Tretjega rajha. V ta namen so pripadniki RAF v obalne vode Nemčije odvrgli na tisoče vodnih min, da bi s tem preprečili urjenja in otežkočili gibanje Kriegsmarine. 
U-2323 je tako 26. julija, le osem dni po splovitvi v bližini Moltenorta, na vhodu v pristanišče Kiel na krstni vožnji zadela ob eno teh min in se potopila. V eksploziji sta dva člana posadke umrla, večina pa se je rešila na kopno in bila premeščena na druge podmornice. Potopljeno podmornico so spomladi 1945 dvignili iz vode in jo poslali na popravilo v Kiel. Ob kapitulaciji Nemčije je bila še vedno v doku in so jo kasneje razrezali.